# Udo Klug
Udo Klug (ur. 21 lipca 1928, zm. 3 października 2000) – niemiecki piłkarz, a także trener.

## Kariera piłkarska
W trakcie kariery Klug grał w zespołach FSV Frankfurt, 1. Rödelheimer FC 02 oraz SpVgg Bad Homburg.

## Kariera trenerska
Klug karierę rozpoczynał w 1966 roku w zespole Eintracht Frankfurt II. Następnie trenował SV Darmstadt 98, z którym najpierw występował w Regionallidze Süd, a potem w 2. Bundeslidze Süd. W listopadzie 1976 roku przeszedł do innego zespołu tej ligi, Kickers Offenbach, który prowadził do końca sezonu 1977/1978.
Między grudniem 1978 roku a styczniem 1979 roku Klug był tymczasowym szkoleniowcem pierwszoligowego Eintrachtu Frankfurt, którego nie poprowadził jednak w żadnym spotkaniu. We wrześniu 1981 roku został szkoleniowcem pierwszoligowego klubu 1. FC Nürnberg. W Bundeslidze zadebiutował 12 września 1981 roku w zremisowanym 0:0 meczu z VfB Stuttgart. W 1982 roku dotarł z zespołem do finału Pucharu RFN, przegranego jednak 2:4 z Bayernem Monachium. W 1. FC Nürnberg pracował do października 1983 roku.
Następnie Klug trenował drugoligowy SV Darmstadt 98, pierwszoligowy FC Homburg, szwajcarski FC Wettingen, a także dwukrotnie Eintracht Trewir, który był jego ostatnim klubem w karierze.